# Plaça del Pilar
La Plaça del Pilar és una plaça del Barri de Velluters, a la Ciutat de València. En març es planta la Falla de la Plaça del Pilar.